# Torneo Clausura 2002 (Chile)
El Campeonato Nacional de Clausura “BancoEstado” de Primera División de Fútbol Profesional, año 2002 fue el segundo y último torneo de la temporada 2002 de la primera división chilena de fútbol. Comenzó el 3 de agosto y finalizó el 22 de diciembre de 2002.
El trofeo fue ganado por Colo-Colo, dirigido por Jaime Pizarro 'El Kaiser', tras derrotar a la Universidad Católica por 2-0 en el Estadio Monumental y 2-3  en el Estadio Nacional, en el partido definitorio. El equipo albo conseguía de esta manera su 23.ª estrella en el fútbol chileno.
Fue además el último torneo en ser trasmitido por los canales de Fox Sports y SKY ya que a partir del torneo de apertura 2003 los derechos los tendrá CDF y TV Chile

## Antecedentes
Cuando la justicia decretó la quiebra del club Colo-Colo (véase  Quiebra de Colo-Colo) dejándolo a cargo del síndico Juan Carlos Saffie, cuya gestión permitió la continuidad de giro del club, necesaria para que Colo-Colo no perdiera su personalidad jurídica y sus bienes no fueran a remate. A pesar de estar en quiebra, el club se consagró campeón del torneo de Clausura 2002, de la mano del entrenador Jaime Pizarro y de un equipo casi completamente juvenil, ya que tenía además a los experimentados Marcelo Espina, Marcelo Barticciotto y Raúl Muñoz, jugadores plenamente identificados con el equipo colocolino.
Este torneo fue desarrollado en uno de los peores momentos del fútbol chileno. Entre algunos hechos que ocurrieron, está la paralización por tres semanas del campeonato, por la huelga de los futbolistas, garrafales errores administrativos de los dirigentes de los clubes y la discusión entre la ANFP y el SIFUP. La 5ª fecha del torneo se jugó con futbolistas juveniles, sin público en los estadios y reuniones urgentes de dirigentes.

## Equipos por región
| Región               | N.º | Equipos |
| -------------------- | --- | --- |
| Región Metropolitana | 7   | Audax Italiano, Colo-Colo, Palestino, Santiago Morning, Unión Española, Universidad Católica y Universidad de Chile |
| Valparaíso           | 2   | Santiago Wanderers y Unión San Felipe                                                                               |
| Biobío               | 2   | Deportes Concepción y Huachipato                                                                                    |
| Antofagasta          | 1   | Cobreloa |
| Atacama              | 1   | Cobresal |
| Coquimbo             | 1   | Coquimbo Unido |
| Maule                | 1   | Rangers |
| Araucanía            | 1   | Deportes Temuco |

|
| Audax Italiano Universidad de Chile Colo-Colo Universidad Católica Unión Española Palestino Santiago Morning |

|}

## Fase Clasificatoria

### Grupo A
| Pos | Equipo              | Pts | PJ | G | E | P | GF | GC | DIF |
| --- | ------------------- | --- | -- | - | - | - | -- | -- | --- |
| 1   | Colo-Colo           | 23  | 15 | 6 | 5 | 4 | 21 | 15 | 6   |
| 2   | Huachipato          | 20  | 15 | 5 | 5 | 5 | 22 | 18 | 4   |
| 3   | Deportes Concepción | 14  | 15 | 3 | 5 | 7 | 20 | 26 | -6  |
| 4   | Deportes Temuco     | 8   | 15 | 1 | 5 | 9 | 13 | 32 | -19 |

### Grupo B
| Pos | Equipo               | Pts | PJ | G  | E | P | GF | GC | DIF |
| --- | -------------------- | --- | -- | -- | - | - | -- | -- | --- |
| 1   | Cobreloa             | 34  | 15 | 10 | 4 | 1 | 33 | 10 | 23  |
| 2   | Cobresal             | 27  | 15 | 7  | 6 | 2 | 23 | 20 | 3   |
| 3   | Universidad Católica | 26  | 15 | 7  | 5 | 3 | 28 | 20 | 8   |
| 4   | Audax Italiano       | 18  | 15 | 4  | 6 | 5 | 19 | 22 | -3  |

### Grupo C
| Pos | Equipo           | Pts | PJ | G | E | P | GF | GC | DIF |
| --- | ---------------- | --- | -- | - | - | - | -- | -- | --- |
| 1   | Coquimbo Unido   | 17  | 15 | 3 | 8 | 4 | 10 | 12 | -2  |
| 2   | Palestino        | 12  | 15 | 2 | 6 | 7 | 14 | 23 | -9  |
| 3   | Rangers          | 11  | 15 | 2 | 5 | 8 | 13 | 28 | -15 |
| 4   | Santiago Morning | 10  | 15 | 2 | 4 | 9 | 11 | 26 | -15 |

### Grupo D
| Pos | Equipo               | Pts | PJ | G | E | P | GF | GC | DIF |
| --- | -------------------- | --- | -- | - | - | - | -- | -- | --- |
| 1   | Universidad de Chile | 30  | 15 | 8 | 6 | 1 | 24 | 12 | 12  |
| 2   | Santiago Wanderers   | 25  | 15 | 7 | 4 | 4 | 23 | 18 | 5   |
| 3   | Unión Española       | 24  | 15 | 7 | 3 | 5 | 24 | 17 | 7   |
| 4   | Unión San Felipe     | 21  | 15 | 6 | 3 | 6 | 21 | 20 | 1   |

 Pts=Puntos; PJ=Partidos jugados; G=Partidos ganados; E=Partidos empatados; P=Partidos perdidos; GF=Goles a favor; GC=Goles en contra; DIF=Diferencia de gol
|  | Clasificado a sextos de final |
|  | Eliminado                     |

### Tabla General
| Pos | Equipo               | Pts | PJ | G  | E | P | GF | GC | DIF |
| --- | -------------------- | --- | -- | -- | - | - | -- | -- | --- |
| 1   | Cobreloa             | 34  | 15 | 10 | 4 | 1 | 33 | 10 | 23  |
| 2   | Universidad de Chile | 30  | 15 | 8  | 6 | 1 | 24 | 12 | 12  |
| 3   | Cobresal             | 27  | 15 | 7  | 6 | 2 | 23 | 20 | 3   |
| 4   | Universidad Católica | 26  | 15 | 7  | 5 | 3 | 28 | 20 | 8   |
| 5   | Santiago Wanderers   | 25  | 15 | 7  | 4 | 4 | 23 | 18 | 5   |
| 6   | Unión Española       | 24  | 15 | 7  | 3 | 5 | 24 | 17 | 7   |
| 7   | Colo-Colo            | 23  | 15 | 6  | 5 | 4 | 21 | 15 | 6   |
| 8   | Unión San Felipe     | 21  | 15 | 6  | 3 | 6 | 21 | 20 | 1   |
| 9   | Huachipato           | 20  | 15 | 5  | 5 | 5 | 22 | 18 | 4   |
| 10  | Audax Italiano       | 18  | 15 | 4  | 6 | 5 | 19 | 22 | -3  |
| 11  | Coquimbo Unido       | 17  | 15 | 3  | 8 | 4 | 10 | 12 | -2  |
| 12  | Deportes Concepción  | 14  | 15 | 3  | 5 | 7 | 20 | 26 | -6  |
| 13  | Palestino            | 12  | 15 | 2  | 6 | 7 | 14 | 23 | -9  |
| 14  | Rangers              | 11  | 15 | 2  | 5 | 8 | 13 | 28 | -15 |
| 15  | Santiago Morning     | 10  | 15 | 2  | 4 | 9 | 11 | 26 | -15 |
| 16  | Deportes Temuco      | 8   | 15 | 1  | 5 | 9 | 13 | 32 | -19 |

|  | Clasificado a la Definición Pre-Libertadores |

## Sextos de final
Se jugaron entre el 26 de noviembre y el 1 de diciembre de 2002. En la tabla se muestran los equipos según la localía en el partido de ida. En negrita los equipos clasificados a cuartos de final. Huachipato y Deportes Concepción clasificaron a cuartos de final como mejores perdedores. No contaron los goles de visita.
| Equipo local        | Equipo visitante     | Ida   | Vuelta | Puntos           |
| ------------------- | -------------------- | ----- | ------ | ---------------- |
| Colo-Colo           | Unión Española       | 3 - 2 | 0 - 0  | 4 - 1            |
| Coquimbo Unido      | Universidad Católica | 0 - 0 | 0 - 2  | 1 - 4            |
| Huachipato          | Santiago Wanderers   | 4 - 0 | 0 - 5  | 3 - 3 gol de oro |
| Rangers             | Cobreloa             | 1 - 2 | 2 - 3  | 0 - 6            |
| Deportes Concepción | Cobresal             | 5 - 1 | 1 - 4  | 3 - 3 gol de oro |
| Palestino           | Universidad de Chile | 3 - 4 | 2 - 4  | 0 - 6            |

## Cuartos de final
Se jugaron entre el 3 y el 8 de diciembre de 2002. En la tabla se muestran los equipos según la localía en el partido de ida. En negrita los equipos clasificados a semifinales.
| Equipo local        | Equipo visitante     | Ida   | Vuelta | Puntos                |
| ------------------- | -------------------- | ----- | ------ | --------------------- |
| Santiago Wanderers  | Universidad Católica | 0 - 4 | 1 - 2  | 0 - 6                 |
| Deportes Concepción | Cobreloa             | 0 - 2 | 1 - 2  | 0 - 6                 |
| Colo-Colo           | Cobresal             | 4 - 1 | 3 - 1  | 6 - 0                 |
| Huachipato          | Universidad de Chile | 2 - 2 | 1 - 1  | 2 - 2 goles de visita |

## Semifinales
En negrita los equipos clasificados a la final.
| Equipo local         | Equipo visitante     | Ida   | Vuelta | Puntos |
| -------------------- | -------------------- | ----- | ------ | ------ |
| Universidad Católica | Universidad de Chile | 0 - 0 | 1 - 0  | 4 - 1  |
| Colo-Colo            | Cobreloa             | 2 - 0 | 2 - 1  | 6 - 0  |

## Final
| 18 de diciembre de 2002 | Colo-Colo                  | 2:0 (0:0) | Universidad Católica | Estadio Monumental, Santiago                           |                                                        |
|                         | Espina 46' · Quinteros 86' |           |                      | Asistencia: 40.000 espectadores Árbitro(s): Guido Aros | Asistencia: 40.000 espectadores Árbitro(s): Guido Aros |

| 22 de diciembre de 2002 | Universidad Católica    | 2:3 (1:1) | Colo-Colo                          | Estadio Nacional, Santiago                                 |                                                            |
|                         | Lenci 10' · Acevedo 86' |           | 15' (pen.) Espina · 67', 73' Neira | Asistencia: 50.000 espectadores Árbitro(s): Carlos Chandía | Asistencia: 50.000 espectadores Árbitro(s): Carlos Chandía |

## Campeón
|                               |
| Campeón Colo-Colo 23.º título |
|                               |

## Goleadores
| Jugador              | Jugador             | Goles | Equipo               |
| -------------------- | ------------------- | ----- | -------------------- |
| Bandera de Chile     | Manuel Neira        | 14    | Colo-Colo            |
| Bandera de Chile     | Héctor Mancilla     | 13    | Huachipato           |
| Bandera de Uruguay   | Silvio Fernández    | 12    | Santiago Wanderers   |
| Bandera de Chile     | Carlos Cáceres      | 11    | Cobresal             |
| Bandera de Chile     | Jorge Torres        | 11    | Deportes Concepción  |
| Bandera de Chile     | Pedro González      | 10    | Universidad de Chile |
| Bandera de Paraguay  | Salvador Cabañas    | 8     | Audax Italiano       |
| Bandera de Argentina | José Luis Díaz      | 8     | Cobreloa             |
| Bandera de Chile     | Mario Núñez         | 8     | Palestino            |
| Bandera de Chile     | Joel Soto           | 8     | Santiago Wanderers   |
| Bandera de Chile     | Ignacio Quinteros   | 7     | Colo-Colo            |
| Bandera de Argentina | Francis Ferrero     | 7     | Unión San Felipe     |
| Bandera de Argentina | Luis Rueda          | 7     | Universidad de Chile |
| Bandera de Chile     | Fernando Cornejo    | 6     | Cobreloa             |
| Bandera de Chile     | Pascual de Gregorio | 6     | Cobreloa             |
| Bandera de Argentina | Marcelo Espina      | 6     | Colo-Colo            |
| Bandera de Chile     | Arturo Norambuena   | 6     | Universidad Católica |
| Bandera de Chile     | Milovan Mirosevic   | 6     | Universidad Católica |
| Bandera de Chile     | Moisés Ávila        | 6     | Unión Española       |

## Temporada 2002

### Clasificación aCopa Libertadores 2003
Clasificaron a este torneo:
- Universidad Católica: campeón del Apertura 2002, como Chile 1
- Colo-Colo: campeón del Clausura 2002, como Chile 2
- Palestino y Cobreloa como mejores puntajes en la Fase Clasificatoria del Apertura y Clausura respectivamente, definen el Chile 3.

#### Definición 'Chile 3'
| Partido de ida; 21 de diciembre de 2002 | Palestino   | 1:2 (1:2) | Cobreloa        | Estadio Municipal de La Cisterna, Santiago de Chile      |                                                          |
|                                         | Rubilar 39' |           | 10', 17' Madrid | Asistencia: 2.865 espectadores Árbitro(s): Eduardo Ponce | Asistencia: 2.865 espectadores Árbitro(s): Eduardo Ponce |

| Partido de Vuelta; 28 de diciembre de 2002 | Cobreloa | 0:0 | Palestino | Estadio Municipal de Calama, Calama, Chile              |  |
|                                            |          |     |           | Asistencia: 3.277 espectadores Árbitro(s): Rubén Selmán |  |

- Cobreloa clasifica a Copa Libertadores como Chile 3.

### Tabla general del año 2002
| Pos | Equipo               | PJ | PG | PE | PP | GF | GC | Dif | Pts |
| --- | -------------------- | -- | -- | -- | -- | -- | -- | --- | --- |
| 1   | Universidad Católica | 30 | 15 | 10 | 5  | 68 | 42 | 26  | 55  |
| 2   | Universidad de Chile | 30 | 15 | 10 | 5  | 52 | 35 | 17  | 55  |
| 3   | Cobreloa             | 30 | 15 | 8  | 7  | 61 | 37 | 24  | 53  |
| 4   | Colo Colo            | 30 | 15 | 8  | 7  | 50 | 31 | 19  | 53  |
| 5   | Santiago Wanderers   | 30 | 14 | 8  | 8  | 47 | 38 | 9   | 50  |
| 6   | Unión San Felipe     | 30 | 11 | 6  | 13 | 42 | 44 | -2  | 39  |
| 7   | Audax Italiano       | 30 | 10 | 9  | 11 | 37 | 43 | -6  | 39  |
| 8   | Cobresal             | 30 | 10 | 9  | 11 | 42 | 56 | -14 | 39  |
| 9   | Palestino            | 30 | 8  | 14 | 8  | 43 | 44 | -1  | 38  |
| 10  | Unión Española       | 30 | 11 | 5  | 14 | 41 | 44 | -3  | 38  |
| 11  | Huachipato           | 30 | 9  | 9  | 12 | 46 | 49 | -3  | 36  |
| 12  | Rangers              | 30 | 8  | 11 | 11 | 34 | 43 | -9  | 35  |
| 13  | Coquimbo Unido       | 30 | 8  | 11 | 11 | 27 | 38 | -11 | 35  |
| 14  | Deportes Temuco      | 30 | 7  | 10 | 13 | 46 | 59 | -13 | 31  |
| 15  | Deportes Concepción  | 30 | 7  | 7  | 16 | 38 | 54 | -16 | 28  |
| 16  | Santiago Morning     | 30 | 6  | 7  | 17 | 34 | 51 | -17 | 25  |

PJ=Partidos jugados; PG=Partidos ganados; PE=Partidos empatados; PP=Partidos perdidos; GF=Goles a favor; GC=Goles en contra; Dif=Diferencia de gol; Pts=Puntos
|  | Campeones de los torneos Apertura y Clausura. Clasifican a la Copa Libertadores 2003 |
|  | Clasifica a la Copa Libertadores 2003                                                |
|  | Desciende a Segunda División                                                         |

## Estadísticas
- El equipo con mayor cantidad de partidos ganados: Cobreloa, Colo-Colo, Universidad Católica y Universidad de Chile  15 triunfos.
- El equipo con menor cantidad de partidos perdidos: Universidad Católica y Universidad de Chile 5 derrotas.
- El equipo con menor cantidad de partidos ganados: Santiago Morning 6 triunfos.
- El equipo con mayor cantidad de partidos perdidos: Santiago Morning 17 derrotas.
- El equipo con mayor cantidad de empates: Palestino 14 empates.
- El equipo con menor cantidad de empates: Unión Española 5 empates.
- El equipo más goleador del torneo: Universidad Católica 68 goles a favor.
- El equipo más goleado del torneo: Deportes Temuco 59 goles en contra.
- El equipo menos goleado del torneo: Colo-Colo 31 goles en contra.
- El equipo menos goleador del torneo: Coquimbo Unido 27 goles a favor.
- Mejor diferencia de gol del torneo: Universidad Católica convirtió 26 goles más de los que recibió.
- Peor diferencia de gol del torneo: Santiago Morning recibió 17 goles más de los convirtió.
- Mayor goleada del torneo: Universidad Católica 7-0 Cobresal (fecha 10 apertura).